# Martin Schalkers
Martin Schalkers est un coureur cycliste néerlandais, né le 5 avril 1962 à Katwijk.
Il devient professionnel en 1987 et le reste jusqu'en 1991. Il y remporte deux victoires. Il participe à un Tour de France, en 1990, qu'il termine à la 128e place.

## Palmarès
- 1983
  - 6e B étape du Tour du Costa Rica[1]
  - 3e du Tour de Hollande-Septentrionale
- 1987
  - Prix de Dentergem
- 1989
  - Grand Prix de Forbo
- 1991
  - 2e du Grand Prix de Denain

## Résultats sur les grands tours

### Tour de France
- 1990 : 128e

### Tour d'Italie
- 1987 : 102e
- 1989 : 66e
- 1990 : 112e
- 1991 : 107e